# Solo Wars
《Solo Wars》（韓語：솔로워즈）是韓國JTBC的綜藝節目，由金九拉主持，節目以邀請100位一般人士為參與者，而所有參與者處於同一空間中，並須於一天內找到另一半，屬於具有心理、大腦遊戲因素成份的大規模相親節目。